# Copacabana (Córdoba)
Copacabana es una localidad situada en el departamento Ischilín, provincia de Córdoba, Argentina.

## Turismo
"El turismo es la principal actividad económica de la localidad, y sus principales atracciones turísticas son: la iglesia, construida en los primeros años del siglo XIX, los balnearios, y el ambiente serrano.
El principal evento turístico de la localidad es una vez al año cuando se celebra la fiesta en honor de la Virgen de Copacabana consistente en una novena que comienza nueve días antes del 2 de febrero, y que culmina con una colorida procesión.
También se puede observar una antigua iglesia ubicada dentro del casco de la estancia de campo perteneciente a la familia Ruiz Córdoba, que antiguamente poseía gran parte del territorio de esta localidad. La estancia cuenta con varias habitaciones a disposición de la familia así como también baños y cocina."

## Ubicación
Copacabana es una localidad rural serrana ubicada en el noroeste de la provincia de Córdoba, en el departamento Ischilín, a 137 km de la Ciudad de Córdoba y a 45 km al sur de la ciudad de Deán Funes que es la cabecera departamental y principal centro de servicios.
Se encuentra en el valle del río Copacabana, a 30 km al este de Charbonier y 20 km al oeste de pueblo de Ischilin.
Desde Ruta 60
Se accede por la localidad de Avellaneda que se encuentra a 100 km de Córdoba (kilómetro 0) se atraviesa el pueblo hacia el oeste. El primer paraje es el Estanque (km 10,7) y luego el camino desemboca en otro que se dirige a Ischilín (km 17,8). Allí se debe tomar a la izquierda y en el km 19,4 dejar este camino y doblar a la derecha. Se llega al paraje Villa Colimbá (km 23) y desde allí comienza el camino (siempre en dirección oeste) que llega a Copacabana (km 37). El camino está señalizado.
Desde Ruta 38
Pasando la localidad de Charbonier (kilómetro 0), se encuentra el paraje Escoba (kilómetro 4) desde donde parte un camino a Copacabana (para 4×4) con bellos paisajes e ingresando a Copacabana por la parte alta del valle.
Continuando por la ruta 38 se encuentra un desvío hacia el Este en el paraje denominado Las Lajas (km 10,7), donde se debe tomar el camino de tierra. Este camino pasa primero por la Estancia de Maza (km 22) donde el camino se bifurca y se debe tomar a la derecha o al Este. Más adelante pasara por la escuela del paraje San Antonio de Nunsacate (km 29); en este paraje se destaca el tambo y queseria caprino denominado Nunsacat. En el km 30 pasara por el vado del río Copacabana, para llegar finalmente el galpón de la AACC en el km 36,5

## Población
Cuenta con 178 habitantes (Indec, 2022)
, lo que representa un incremento de 57% frente a los 74 habitantes (Indec, 2010) del censo anterior.

## Nunsacat, pueblo originario
El Valle de Copacabana estaba habitado por numerosas aldeas de Comechingones a la llegada de los españoles. En una de estas aldeas, llamada Nunsacat, se redujo y concentró la población.
Existen muchos sitios que conservan los rastros de los antiguos dueños de estas tierras, de los cuales destacamos:

### Alero del cementerio
El actual cementerio de Copacabana se encuentra en el fondo de un pequeño valle. Se dispone en forma de herradura abierto hacia el río. En la pared que mira hacia el norte se puede observar un alero o abrigo rocoso, de unos 20 m aproximadamente de frente, siendo escasa su profundidad.

### Morteros
La existencia de morteros trabajados sobre la roca con el proceso de picado a la martellina. Esta técnica es característica del trabajo en piedra por los indígenas. Su interior es liso por el proceso de molienda de granos que en ellos se practica.

### Pictografías
Sobre las paredes del abrigo son visibles una serie de pictografías pintadas en color blanco y negro. En la actualidad sus contornos se encuentran algo borrosos. Algunas parecen ser rastros de ñandú, una especie de T mayúscula, otras en forma de U y de Y. son de carácter abstracto lo que hace difícil su interpretación.
La técnica aplicada es variable, en algunas se dibujó el contorno con líneas gruesas, en otras sólo la parte central.

### Excavaciones Arqueológicas
Las excavaciones arqueológicas realizadas en el sitio por el Dr. Alberto Rex González (febrero-marzo 1950), demuestran la ocupación de indígenas en el valle de Copacabana. Entre los hallazgos se pueden mencionar: restos de huesos (óseos) de camélidos y de cérvidos, abundantes restos de cenizas (fogones), cáscaras de huevos de ñandú, fragmentos (tiestos) de cerámica.
El Dr. Rex González menciona en su investigación que la dieta de estas comunidades fue diferente a la de aquellas que ocuparon la zona de Ongamira, puesto que su dieta se basó principalmente en carne de mamíferos, mientras que en esta región hubo mayor consumo de vegetales, obtenidos de prácticas agrícolas. Eran sociedades agroalfareras.
La excavación se realizó en una cuadrícula de 1,5 por 2,5 m, por capas hasta los 80 cm de profundidad hasta llegar al piso rocoso.
Otras excavaciones más recientes y continuando la investigación realizada por Rex González, son las realizadas por Andrés Laguens y Mirta Bonin (1989-1993). Ellos explican que existen en las cercanías otros yacimientos más pequeños en donde se observa abundancia de recursos para la subsistencia de la vida humana, como pueden ser:
materia prima lítica (cuarzo, granito, ópalo o calcedonia) el que utilizaban para fabricar puntas de proyectiles, cuchillos, manos de canana y molinos.
Animales para caza, como era el guanaco. Este era cazado en las pampas o llanuras cercanas, lo que obligaba a tener sitios de residencia temporarios a mitad de camino.
La recolección de frutos vegetales como era la algarroba u otras especies comestibles.
Realizaron en las cercanías del alero excavaciones en un “sitio agroalfarero permitiendo descubrir por debajo de esta ocupación la existencia de otra anterior, muy antigua, de cazadores recolectores. El fechado de inicio y final de la ocupación lo ubican en el año 6200 y el 5900 antes del presente”. (Laguens, Bonin 2009)

### Cachipuri
Los arqueólogos Andrés Laguens y Mirta Bonin de la Universidad Nacional de Córdoba excavaron durante 1989-1993 en este sitio.
Éste es un asentamiento principal y el más grande que forma un sistema al tener contacto con otros sitios menores. Estos se encuentran a corta distancia uno de otro y todos alrededor de este último. Era una gran aldea, ya que según el material recolectado en superficie se calcula el tamaño en 250 m de este a oeste y de 200 m de norte a sur.
Este sitio fue excavado luego de realizar recolección de material arqueológico en superficie, como por ejemplo, restos de cerámica y lítico (roca), además de morteros mueble (son aquellos que se pueden transportar); como también restos de vidrio, loza y metal.
Las investigaciones indican que los grupos que ocuparon el lugar tuvieron contacto con los españoles (hispano); y la ocupación indígena tuvo continuidad hasta el siglo XVII.
Se pueden observar los recintos de paredes de piedra. En las excavaciones se hallaron huesos de vaca, de oveja y un fragmento de imagen cristiana de cerámica.
Respecto de la cerámica, la hay en abundancia y es bastante homogénea, es decir, con similares características en su conformación y resistencia al fuego y a la cocción.
Los restos líticos hallados tienen poca variedad en sus formas y artefactos. Las puntas de flecha (proyectil) son triangulares talladas de ambos lados (bifaciales) y la materia prima es ópalo. También son comunes los cuchillos de pizarra.

## Geografía

### Clima
Copacabana tiene un clima templado serrano, muy soleado, con noches frescas en verano que lo conforman como una región destacada para el turismo.
Copacabana posee una estación seca en los meses de invierno, tanto las precipitaciones como la temperatura presentan variaciones asociadas al gradiente altitudinal. Las precipitaciones anuales oscilan entre 400 y 600 mm y el período libre de heladas es de aproximadamente 190 días al año, la temperatura media anual es de 25 °C, ocurriendo heladas en invierno y en los meses de verano la Tº puede superar los 35 °C.

### Paisaje
Debido a los suelos arcillosos de la región, se pueden observar paisajes de tono rojizo mezclado con el verde de la vegetación lo que produce un efecto muy agradable a la vista ya que se extiende hasta el horizonte. Los montes están cubiertos por arbustos y palmeras (que son un árbol muy característico de la zona y hace su paisaje muy especial). Desde el tope de los montes se puede ver a varios kilómetros a la redonda y es desde ahí que se aprecia mejor la flora autóctona del lugar mezclada con el color del suelo.

### Fauna
La fauna de Copacabana es semejante a la que se encuentra en el resto de las sierras de Córdoba pero se destacan la gran cantidad de aves existentes, favorecidas por la poca transformación de la vegetación autóctona y el relativo aislamiento de la zona. Sobre los arroyos, el río y el azud es posible observar el:
martín pescador grande (Megaceryle torquata), el martín pescador mediano (Chloroceryle amazona), el martín pescador chico (Chloroceryle americana), el benteveo (Pitangus sulphuratus) y otras aves acuáticas de presencia estacional como garzas y patos.
En los bosques, de la base de los cerros Pajarillo y Copacabana, hay una gran cantidad de aves entre las que se destacan los zorzales chiguanco (Turdus chiguanco), colorado (Turdus rufiventris) y mandioca (Turdus amaurochalinus); el rey del bosque (Saltator coerulescens), el siete colores (Thraupis bonariensis), diferentes especies de pájaros carpinteros, de picaflores y las catitas serranas chica (Bolborhynchus aurifrons), y grande (Bolborhynchus aymara). En los palmares se observa e loro calancate (Aratinga acuticaudata).
Otros animales existentes en la región son el lagarto overo (Tupinambis teguixin), el pecarí de collar (Tayassu tajacu), la corzuela parda (Mazama gouazoubira), zorros y gatos monteses, el puma (Felis concolor) y, en campos abiertos, se observa la presencia de ñandúes (Rhea americana) y liebre europea (Lepus europaeus)

### Flora
La flora de la región pertenece a la región fitogeográfica del Parque Chaqueño Serrano, entre los árboles más característicos se encuentran el quebracho colorado de las sierras u horco-quebracho (Schinopsis haenkeana), coco (Fagara coco), tala (Celtis tala), churqui (Acacia caven), quebracho blanco (Aspidosperma quebracho-blanco), algarrobo blanco (Prosopis alba), algarrobo negro (Prosopis nigra), molle (Lithraea molleoides'), tintitaco (Prosopis torquata), quebracho flojo o sombra de toro (Jodina rhombifolia), manzano de campo (Ruprechtia apetala) y visco (Acacia visco).
Otro elemento florístico destacable en el paisaje en Copacabana es la palma caranday (Trithrinax campestris), la que se encuentra en diferentes ambientes aunque predomina en la base de las sierras en que llega a conformar extensos palmares que le dan una característica muy particular a la región. Sus hojas son palmadas, rígidas, de color verde grisáceo. Sus flores, agrupadas en inflorescencias, son amarillas, perfumadas, de mucho valor para la producción apícola, sus frutos de sabor dulce son un gran recurso forrajero siendo consumidos por el ganado caprino, ovino, bovino y equino.
En el estrato arbustivo y herbáceo, hay un número muy grande de especies entre las que se destacan las que poseen propiedades medicinales que generan una actividad económica regional de extracción y un mercado importante para diferentes usos entre los que se destacan las hierbas secas para infusiones, la yerba compuesta y el amargo serrano. En la zona de Copacabana se destaca la peperina (Minthostachys verticillata) usada para saborizar el mate y también se lo reconocen propiedades digestivas, incayuyo, usado en infusiones como digestivo y afecciones hepáticas, poleo (Salimenaea integrifolia) usado en infusiones como digestivo y antidiarreico, tomillo (Hedeoma multiflora) usado como expectorante, carqueja (Baccharis crispa, articulata o trimera) usado para afecciones hepáticas y como digestivo, palo amarillo (Aloysia gratissima) saborizante para el mate y usado para curar el empacho, malestar de riñones y para la fiebre, marcela (Achyrocline satureioides) tiene propiedades digestivas, pasionaria (Passiflora caerulea) para afecciones cardíacas y par los nervios, cedrón (Aloysia triphylla) es cultivado, usado para afecciones cardíacas y digestivas, chañar (Geoffroea decorticans) usada la cáscara y la flor en infusión como expectorante y para calmar la tos, burro (Aloysia polystachya) para tratamiento de empacho y digestivo, paico (Chenopodium ambrosioides) para el empacho, doradilla (Selaginella lepidophylla) helecho usado para afecciones bronquiales, ajenjo (Artemisia absinthium) cultivado y usado para afecciones hepáticas, barba de piedra (Usnea gracilis) un liquen con propiedades antisépticas, es  usado en gargarismos y buches para dolores de garganta o infecciones buco – dentales.

### Sismicidad
La sismicidad de la región de Córdoba es frecuente y de intensidad baja, y un silencio sísmico de terremotos medios a graves cada 30 años en áreas aleatorias. Sus últimas expresiones se produjeron:
- 22 de septiembre de 1908 (116 años), a las 17.00 UTC-3, con 6,5 Richter, escala de Mercalli VII; ubicación 30°30′0″S 64°30′0″O / -30.50000, -64.50000; profundidad: 100 km; produjo daños en Deán Funes, Cruz del Eje y Soto, provincia de Córdoba, y en el sur de las provincias de Santiago del Estero, La Rioja y Catamarca[4]

- 16 de enero de 1947 (78 años), a las 2.37 UTC-3, con una magnitud aproximadamente de 5,5 en la escala de Richter (terremoto de Córdoba de 1947)[3]

- 28 de marzo de 1955 (70 años), a las 6.20 UTC-3 con 6,9 Richter: además de la gravedad física del fenómeno se unió el desconocimiento absoluto de la población a estos eventos recurrentes (terremoto de Villa Giardino de 1955)

- 7 de septiembre de 2004 (20 años), a las 8.53 UTC-3 con 4,1 Richter

- 25 de diciembre de 2009 (15 años), a las 21.42 UTC-3 con 4,0 Richter